# 北大町站
北大町站（日语：／ Kita-Ōmachi eki */?）是位於長野縣大町市大町字荒澤，屬於東日本旅客鐵道（JR東日本）的大糸線車站。車站編號是22。

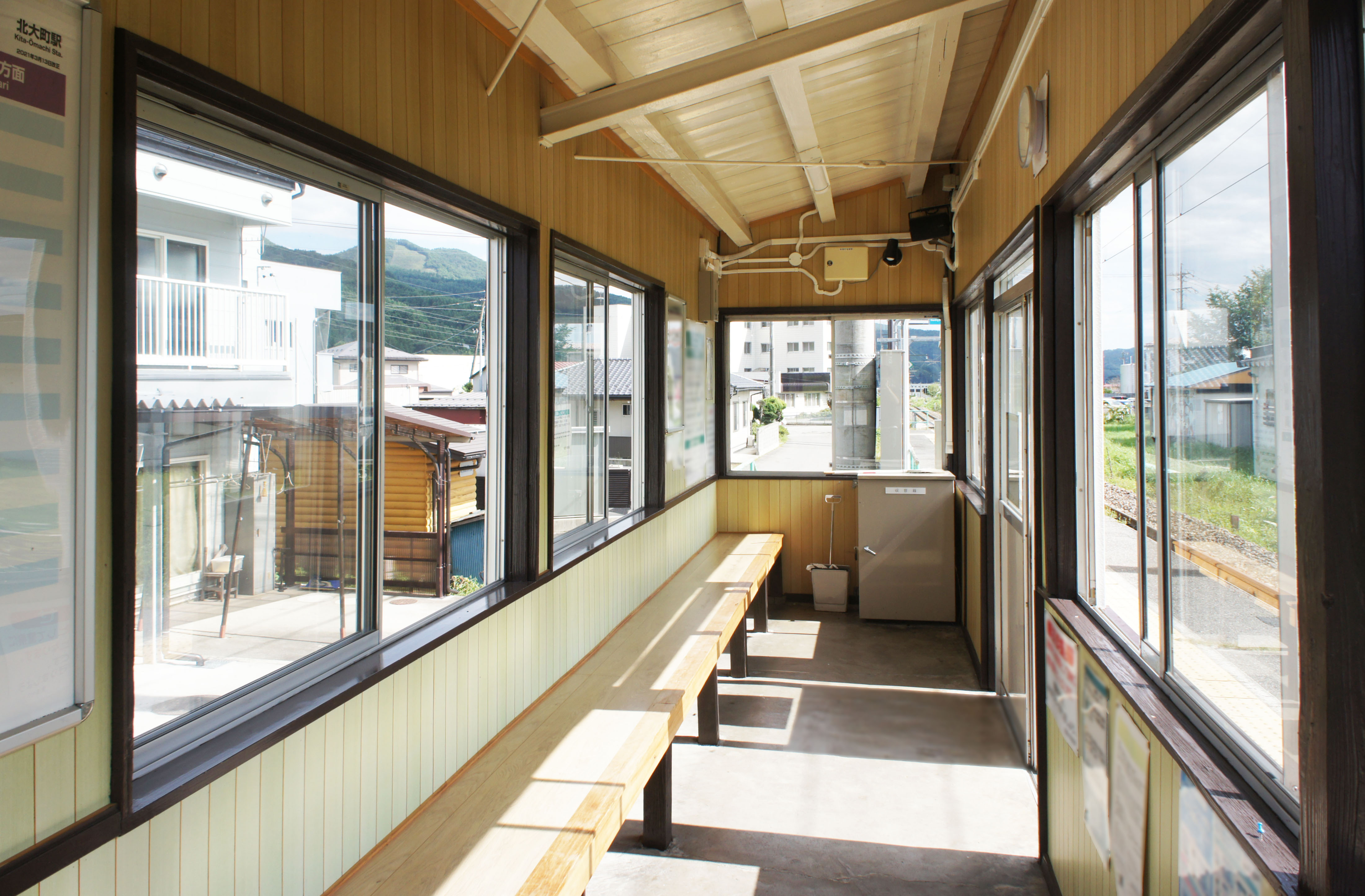
候車室内(2021年8月)

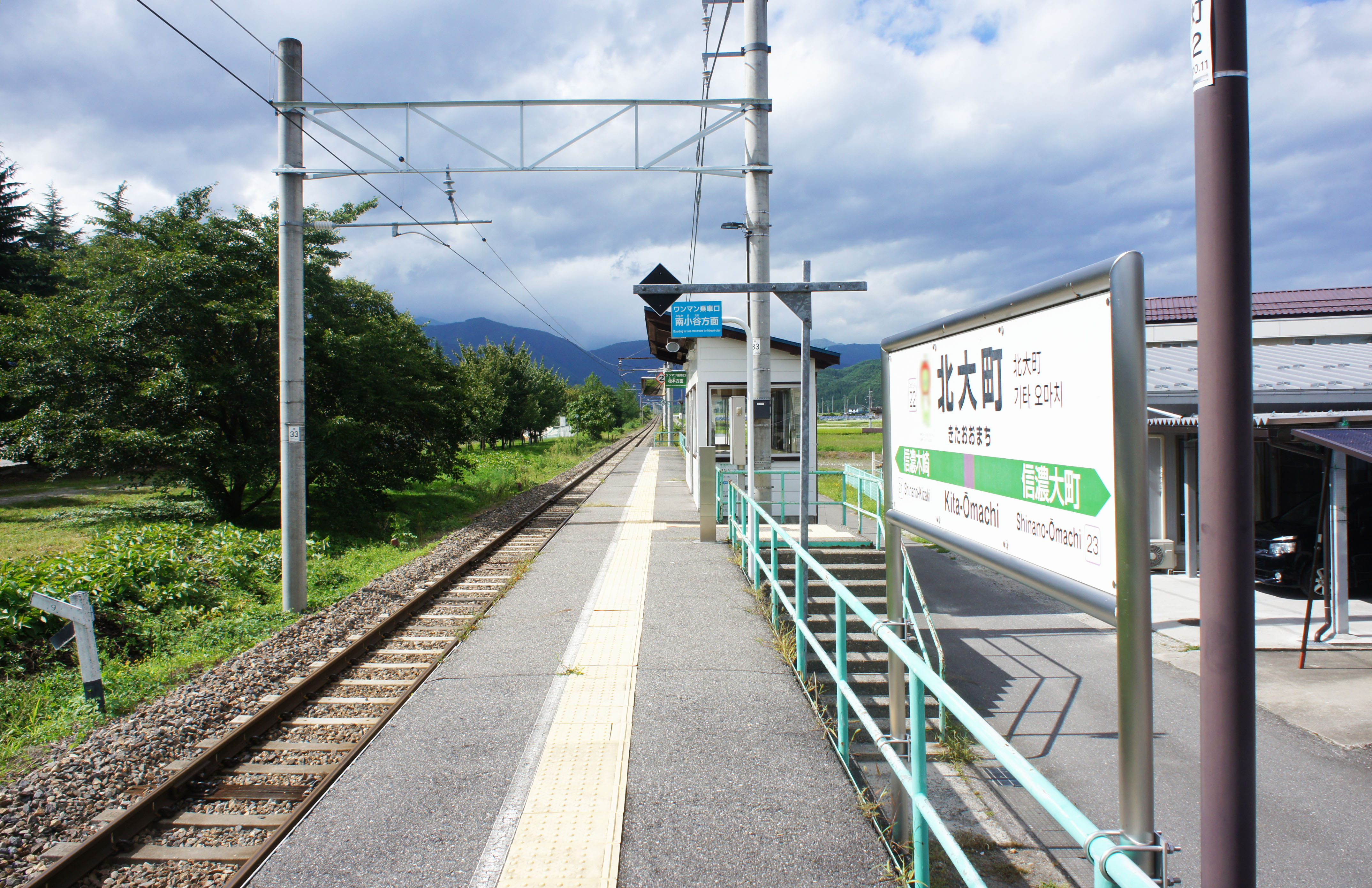
月台(2021年8月)

## 歷史
此站於1960年啟用，在未啟用前曾作為運送建築材料的基地，用於建設大町市文化會館和於1956年（昭和31年）建設的關西電力黑部水壩。在1970年代前，此站與信濃大町站之間曾經為雙線鐵路，在本線西邊是貨物專用線。當時運送建築材料的貨運車站名為「北停留所（北停）」。隨著大町收費道路（現時：長野縣道45號扇澤大町線）於1958年全線開通。貨車可經過大町隧道運送物資前往黑部。在黑部水壩落成後，便繼續運送建材運往東京電力高瀨川電源開發（高瀨水壩、七倉水壩和新高瀨川發電站等）基地。
- 1960年（昭和35年）7月20日：國鐵車站啟用[2]。
- 1987年（昭和62年）4月1日：伴隨國鐵分割民營化，車站由東日本旅客鐵道（JR東日本）營運[4][5]。
- 2014年（平成26年）
  - 11月22日：發生長野縣神城斷層地震，信濃大町站至糸魚川站之間暫停運行[新聞 1]。
  - 11月25日：信濃大町站至白馬站之間重開[新聞 2]。

## 車站構造
本站是地面車站，設有1面1線單式月台，無法進行列車交會。此站是由信濃大町站管理的無人車站。

## 使用狀況
根據「長野縣統計書」，以下為1日平均乘車人次資料：
- 2007年度 - 65人[1]
- 2009年度 - 75人[1]
- 2010年度 - 75人[6]
- 2011年度 - 62人[3]

## 車站周邊
- 國道148號（日语：国道148号）
- 大町文化會館[1]
- 若一王子神社（日语：若一王子神社）[1]

## 相鄰車站
東日本旅客鐵道（JR東日本）
■大糸線
快速
通過
普通
信濃大町（23）－北大町（22）－信濃木崎（21）

## 注腳

### 報道發表資料
1. 1 2   (PDF) (新闻稿). 東日本旅客鉄道長野支社. 2016-12-07  [2016-12-08]. （原始内容 (PDF)存档于2016-12-08） （日语）.

### 新聞
1. ↑  “41人けが、全壊34棟 長野北部地震、余震70回に”. 中日新聞 (中日新聞社). (2014年11月24日)
2. ↑  “長靴姿で登校、大糸線が一部再開 県神城断層地震”. 中日新聞 (中日新聞社). (2014年11月26日)

## 外部連結
- 車站資訊（北大町）：東日本旅客鐵道（日語）